# Little Altcar
Little Altcar är en civil parish i Storbritannien.   Den ligger i distriktet Sefton i Merseyside i riksdelen England, i den centrala delen av landet, 300 km nordväst om huvudstaden London.